# Шурський канал
Шурський канал (словац. Šúrsky kanál) — штучний меліораційний канал в Словаччині; притока Малого Дунаю. Протікає в окрузах Пезінок і Сенець.
Впадає в Малий Дунай при селі Міст-при-Братиславі.